# 石川雄也
石川 雄也（いしかわ ゆうや、1973年12月5日 - ）は、日本の俳優・実業家。群馬県富岡市出身。

## 来歴
20歳の頃、原宿の露天商で働いている時に園子温率いる東京ガガガに誘われ俳優を志す。以降、園子温監督、井口昇監督作品を中心に多くの映画に出演。美男子から癖のある犯罪者まで幅広く活動し、石川雄也、石川ゆうや、ダーリン石川など多数の名義を使用する。
一方で2005年12月からは新宿ゴールデン街・Barダーリンのオーナーとしての顔も持ち、新宿三光商店街振興組合理事長として各種媒体のインタビューを受けることも多い。

## おもな出演

### 映画
- ベストフレンド（1998年、吉行由実監督） - 中沢晃[4]
- 人妻ブティック 不倫生下着（2002年、佐藤吏監督） - 夫ではない男
- BAD FILM（2012年、園子温監督）
- ヒミズ（2012年1月14日、園子温監督）
- 希望の国（2012年10月20日、園子温監督）
- 紀子の食卓（2006年9月23日、園子温監督）
- 愛人萌子 性生活（2006年10月、北畑泰啓監督） - 永山
- 片腕マシンガール（2008年、井口昇監督）
- hajiraiマシンガール（2009年、井口昇監督）
- ロボゲイシャ（2009年10月3日、井口昇監督）
- S-94（2010年、福居ショウジン監督）
- 電人ザボーガー（2011年10月15日、井口昇監督） - 眼帯男爵
- デッド寿司（2013年1月19日、井口昇監督）
- ヌイグルマーZ（2014年1月25日、井口昇監督） - MB社 社員
- ヘルドライバー（2011年7月23日、西村善廣監督） - キカの父
- きょーれつ! もーれつ! 古代少女ドグちゃんまつり! スペシャルムービー・エディション（2010年2月20日、西村善廣監督） - 杉原誠 役
- 戦闘少女 血の鉄仮面伝説（2010年5月22日、井口昇、西村喜廣、坂口拓監督）
- ファッションヘル（2010年、継田淳監督）
- BELLRING少女ハートの6次元ギャラクシー（2014年5月17日、継田淳監督）
- 新釈　四畳半襖の下張り（2010年、愛染恭子監督）
- アベックパンチ（2011年6月18日、古澤健監督）
- 春子超常現象研究所（2015年12月5日、竹葉リサ監督）
- 誘惑遊女ソラとシド（2015年8月30日、竹洞哲也監督） - 土岐要
- つぐない～ゴールデン街の女～（2014年07月26日、今岡信治監督）
- クソ野郎と美しき世界『ピアニストを撃つな！』（2018年4月6日、園子温監督）
- TOKYOドラゴン飯店（2000年、西村喜廣監督）
- 恋する幼虫（2004年2月14日、井口昇監督）
- バサラ人間（2009年3月28日、山田広野監督）
- 新・監禁逃亡３～美姉妹・服従の掟～（2010年、河野浩司監督）
- 劇場版 はらぺこヤマガミくん（2011年、井口昇、西村喜廣、塩崎遵監督）
- 女子大生レズ 暴姦の罠（2014年、小川欽也監督）
- 蠱毒 ミートボールマシン（2017年8月19日、西村喜廣監督）[5]
- 青春夜話　AmazingPlace（2017年12月2日、切通理作監督） - バーテン
- ゴーストスクワッド（2018年03月03日、井口昇監督）
- スモーキング・エイリアンズ（2018年12月15日、中村公彦監督） - 中村祐介
- 密通の宿　悦びに濡れた町（2019年2月8日、竹洞哲也監督） - 野村現[6]
- 新宿タイガー（2019年3月22日、佐藤慶紀監督）
- ツンデレ娘 奥手な初体験（2019年5月17日、小関裕次郎監督） - 沢村道明
- 爆裂魔神少女 バーストマシンガール（2019年11月22日、小林勇貴監督）
- 恋の墓（2020年10月3日、鳴瀬聖人監督） - 妻を失った夫
- 揉めよドラゴン 爆乳死亡遊戯（2020年10月16日、佐々木浩久監督） - ヨガ拳法の達人・ダルシネ
- 眠れる森のミチコ（2020年10月23日、小関裕次郎監督） - 五十嵐健二
- キラー・テナント（2020年10月27日、古澤健監督） - 村田五郎[7]
- おっさんとわたし（2020年10月28日、山内大輔監督） - 灯里の夫（中村）
- アブノーマル・ロデオ・ブルース（2020年10月20日、廣田正興監督） - バーのマスター
- 生つば美人妻　妄想で寝取られて（2021年2月21日、竹洞哲也監督、オーピー映画）- 丸石智也
- 淫靡な女たち  イキたいとこでイク!（2021年4月9日、オーピー映画）- 藤森祐介
- 激怒（2021年8月26日、高橋ヨシキ監督）[8]
- あ・く・あ～ふたりだけの部屋～（2021年、中川究矢監督） - 喫茶店マスター[9]
- かば（2021年7月24日、川本貴弘監督、「かば」製作委員会）- 藤岡先生[10]
- されどはまぐり（2021年11月18日、竹洞哲也監督） - 鶴見一郎[11]
- かわいいオリカ（2022年12月6日、小関裕次郎監督） - 医者
- くりかえし百子（2023年11月30日、竹洞哲也監督） - タコさん[12]
- むちゃ振り開花中 浮気っ娘と火照り妻（2023年11月10日、吉行由実監督）
- みちるさんがやってくる（2023年12月1日、山内大輔監督） - 孝夫[13]
- トリプル・クライマックス 三人の女たち『迷妄』（2024年9月20日、可児正光監督）[14]
- 背徳酒場 熱燗熟女のうずき（2024年11月15日、竹洞哲也監督）[15]
- ぼくの年上の女（2024年11月30日、石川欣監督）- 陳川 役[16]
- ふたつの月に濡れる（2024年12月11日、佐々木浩久監督）- 有村祐介 役[17]
- 美味しい運命（2025年9月5日公開予定、山内大輔監督）[18]

### オリジナルビデオ
- 乱艶母（2009年）
- 欲望の虜 身も心も奪われた人妻（2010年、片岡修二監督） - 立花祐介
- デコトラギャル瀬菜（2010年、城定秀夫監督）
- やくざの女（2014年 - 2016年） - 竜二
  - やくざの女1（2014年6月、藤原健一監督）
  - やくざの女2（2015年2月、貝原クリス亮監督）
  - やくざの女3（2015年4月、貝原クリス亮監督）[19]
  - やくざの女4（2015年7月、藤原健一監督）
  - やくざの女5（2015年12月、藤原健一監督）
  - やくざの女7（2016年3月、貝原クリス亮監督）
  - やくざの女8（2016年8月、貝原クリス亮監督）
- 聖獣警察2 警視庁性犯罪特捜10課（2015年、柴田愛之助）
- 社長秘書 ～濡れた淫穴（2018年）
- CONNECT 覇者への道（2024年） - 東洋会組員 木原康秀

### テレビドラマ
- スパイ道 #13（2005年、CS TBSチャンネル）
- インディゴの夜 第1話（2010年10月5日、フジテレビ）
- ウルトラゾーン（tvk）
  - 第7、14話（2011年11月27日、2012年1月22日） - 男部員
  - 第11話（2011年12月25日） - 通りがかりの人
- みんな！エスパーだよ！（2013年4月‐7月、テレビ東京） - 熊谷先生
- 森村誠一サスペンス　刑事の証明 （2013年、テレビ東京・BSジャパン） - 吉田
- タイムスクープハンター第4シーズン12話（2014年6月、NHK）
- 栞と紙魚子の怪奇事件簿（2008年、日本テレビ）
- 牙狼-GARO-闇を照らす者（2013年、テレビ東京）
- お茶にごす。（2021年、テレビ東京）

### テレビアニメ
- 世界の闇図鑑 第1、5、9、12話（2017年、テレビ東京）

### ウェブドラマ
- ラブラブシェアハウス2　ライフwithセクシー・ガールズ（2022年12月2日、U-NEXTほか）[20]
- 時空変態童貞（2023年2月3日、シネポップ、シネマファスト）[21]
- 時空変態童貞２ このループ、何度ヤッても止められない!（2023年3月3日、シネポップ、シネマファスト）[22]
- 真・透明変態人間3 淫靡な香りの奥に透けるオンナの欲望（2024年1月5日、シネポップ、シネマファスト）[23]
- 真・透明変態人間4 妖艶美女は危険とエロスの香り（2024年2月2日、シネポップ、シネマファスト）[24]
- 嬢王協奏曲（コンチェルト） 夜の栄冠は美女に輝く（2024年6月5日、ネクスタシーEX、シネマファスト） - 佐伯プロデューサー 役[25]
- 嬢王協奏曲3（コンチェルト） そして輝く夜の伝説（2025年4月5日、ネクスタシーEX）[26]
- CONNECT 覇者への道（2025年6月25日 - 、U-NEXT） - 東洋会組員 木原康秀[27]